# Uwe Porsch
Uwe Porsch (* 18. August 1960) ist ein deutscher ehemaliger Fußballtorwart. Er war mehrfacher DDR-Junioren-Nationalspieler, spielte für den 1. FC Lokomotive Leipzig in der Nachwuchsoberliga und mit Chemie Böhlen in der zweitklassigen DDR-Liga.

## Sportliche Laufbahn
DDR-weit bekannt wurde Uwe Porsch erstmals als Mitglied der DDR-Junioren-Mannschaft, für die zwischen 1977 und 1979 als Torwart sechs Länderspiele bestritt. Zu dieser Zeit war er bereits Mitglied des 1. FC Lokomotive Leipzig. In der Saison 1981/82 war Porsch Torwart der Nachwuchsoberliga-Mannschaft des 1. FC Lok. Mit 19 Einsätzen in 26 Punktspielen verschaffte sich Porsch einen Platz in der Stammelf. Auch 1982/83 wurde Porsch in der Nachwuchsmannschaft eingesetzt, musste sich aber mit seinen Konkurrenten Rainer Hoffmeister und Siegfried Stötzner auseinandersetzen und kam so nur auf etwa zehn Einsätze.
In den Spielzeiten 1983/84 und 1984/85 war Uwe Porsch Torwart bei der Betriebssportgemeinschaft Chemie Böhlen, die in der DDR-Liga vertreten war.  Dort stand er in Konkurrenz mit Klaus Herber und wurde 1983/84  in den 26 Ligaspielen nur dreizehnmal aufgeboten. In der Saison 1984/85 bestritt er für Böhlen nur ein Ligaspiel.
Anschließend verließ Porsch den Leistungssport und war als Freizeitkicker noch bei den unterklassigen Leipziger Betriebssportgemeinschaften Baukombinat und Motor West aktiv.